# Гура-Крівецулуй
Гура-Крівецулуй (рум. Gura Crivățului) — село у повіті Прахова в Румунії. Входить до складу комуни Менешть.
Село розташоване на відстані 49 км на північний захід від Бухареста, 20 км на південний захід від Плоєшті, 92 км на південь від Брашова.

## Населення
За даними перепису населення 2002 року у селі проживали 168 осіб, усі — румуни. Усі жителі села рідною мовою назвали румунську.